# Adriatica Ionica Race 2019
L'Adriatica Ionica Race 2019, seconda edizione della corsa, valevole come evento dell'UCI Europe Tour 2019 e per quello della Ciclismo Cup 2019, si è svolta in cinque tappe dal 24 al 28 luglio 2019 per un totale di 812,6 km, con partenza da Mestre e arrivo a Trieste. La vittoria è stata appannaggio dell'ucraino Mark Padun, che ha completato il percorso in 17h06'45" precedendo il belga Ben Hermans ed il britannico James Knox.
Al traguardo di Trieste 133 ciclisti, su 160 partiti da Mestre, hanno portato a termine la competizione.

## Tappe
| Tappa  | Data      | Percorso                     | km    | Vincitore di tappa | Leader cl. generale |
| ------ | --------- | ---------------------------- | ----- | ------------------ | ------------------- |
| 1ª     | 24 luglio | Mestre > Mestre              | 81    | Phil Bauhaus       | Phil Bauhaus        |
| 2ª     | 25 luglio | Venezia > Grado              | 189   | Álvaro Hodeg       | Álvaro Hodeg        |
| 3ª     | 26 luglio | Palmanova > Lago di Misurina | 204,6 | Mark Padun         | Mark Padun          |
| 4ª     | 27 luglio | Padola > Cormons             | 204,5 | Remco Evenepoel    | Mark Padun          |
| 5ª     | 28 luglio | Cormons > Trieste            | 133,5 | Álvaro Hodeg       | Mark Padun          |
| Totale | Totale    | Totale                       | 812,6 |                    |                     |

## Evoluzione delle classifiche
Vengono assegnate cinque differenti maglie.
| Tappa              | Vincitore          | Classifica generale Maglia azzurra | Classifica scalatori Maglia verde | Classifica a punti Maglia rossa | Classifica combattività Maglia arancione | Classifica giovani Maglia bianca | Classifica a squadre  |
| ------------------ | ------------------ | ---------------------------------- | --------------------------------- | ------------------------------- | ---------------------------------------- | -------------------------------- | --------------------- |
| 1ª                 | Phil Bauhaus       | Phil Bauhaus                       | non assegnata                     | Enrico Barbin                   | Danilo Wyss                              | Álvaro Hodeg                     | Deceuninck-Quick Step |
| 2ª                 | Álvaro Hodeg       | Álvaro Hodeg                       | non assegnata                     | Álvaro Hodeg                    | Etienne Van Empel                        | Álvaro Hodeg                     | Deceuninck-Quick Step |
| 3ª                 | Mark Padun         | Mark Padun                         | Ben Hermans                       | Álvaro Hodeg                    | Mattia Bais                              | Mark Padun                       | Deceuninck-Quick Step |
| 4ª                 | Remco Evenepoel    | Mark Padun                         | Ben Hermans                       | Remco Evenepoel                 | Fausto Masnada                           | Mark Padun                       | Deceuninck-Quick Step |
| 5ª                 | Álvaro Hodeg       | Mark Padun                         | Ben Hermans                       | Álvaro Hodeg                    | Thimo Willems                            | Mark Padun                       | Deceuninck-Quick Step |
| Classifiche finali | Classifiche finali | Mark Padun                         | Ben Hermans                       | Álvaro Hodeg                    | Thimo Willems                            | Mark Padun                       | Deceuninck-Quick Step |